# Nemastomoididae
Nemastomoides – wymarły rodzaj kosarzy z podrzędu Dyspnoi i nadrodziny Nemastomatoidea. Jedyny znany rodzaj monotypowej rodziny Nemastomoididae. Zawiera trzy gatunki znane z zapisu kopalnego pochodzącego z karbonu:
- Nemastomoides elaveris Thevenin, 1901
- Nemastomoides longipes (Petrunkevitch, 1913)
- Nemastomoides depressus (Petrunkevitch, 1913) – nie należy do rzędu kosarzy!

Pierwszy z opisanych gatunków, N. elaveris, został znaleziony w warstwach karbońskich Coal Measures Commentry w północnej Francji, razem z Eotrogulus fayoli.
W 1913 Alexander Pietrunkiewicz opisał dwa kolejne gatunki z Mazon Creek w satnie Illinois w USA. Początkowo znajdowały się w rodzaju Protopillo. Później zostały zsynonimizowane z Nemastomoides.
O ile N. longipes jest typowym kosarzem o długich nogach i segmentowanym, owalnym ciele, o tyle N. depressus okazał się być w rzeczywistości słabo zachowanym przedstawicielem rzędu Phalangiotarbi.